# Aurel Bringolf
Aurel Bringolf (* 2. November 1987 in Winterthur) ist ein Schweizer Handballspieler.
Der 1,90 m große und 90 kg schwere Torwart spielte ab 2001 für den Schweizer Verein GC Amicitia Zürich, zuerst in der Jugendabteilung, ab 2007 auch in der NLA. 2009 gewann er die Meisterschaft und den Cup. International erreichte er mit Zürich das Halbfinale im Europapokal der Pokalsieger 2008/09, die Gruppenphase der EHF Champions League 2009/10 und das Achtelfinale im EHF-Pokal 2010/11. Im Februar 2014 wurde sein zum Sommer beschlossener Wechsel zu Pfadi Winterthur vorzeitig vollzogen. in der Saison 2017/18 war er bei Fortitudo Gossau unter Vertrag. Ab dem Sommer 2018 stand Aurel Bringolf beim Schweizer Spitzenteam und Traditionsverein TSV St. Otmar St. Gallen unter Vertrag. Nachdem Bringolf zwischen 2022 und 2024 für den BSV Bern gespielt hatte, beendete er seine Karriere. Im März 2025 kehrte er in den Kader von TSV St. Otmar St. Gallen zurück.
In der Schweizer Nationalmannschaft debütierte Aurel Bringolf am 26. November 2008 gegen Serbien. Er bestritt 82 Länderspiele, in denen ihm zwei Torerfolge gelangen.(Stand: 15. Mai 2022) An der Europameisterschaft 2024 blieb er ohne Einsatz und belegte mit dem Team den 21. Rang.